# Steven van Groningen (roeier)
Steven Cornelis van Groningen (Schalkhaar, 29 december 1957) is een voormalig Nederlands roeier. Hij vertegenwoordigde Nederland op verschillende grote internationale wedstrijden. Hij nam eenmaal deel aan de Olympische Spelen, maar won hierbij geen medailles. 
Zijn olympisch debuut maakte hij op 26-jarige leeftijd bij de Olympische Spelen van 1984 in Los Angeles op het roeionderdeel dubbel-vier. Met een tijd van 6.12,41 in de kleine finale moest de Nederlandse ploeg zich tevreden stellen met de negende plaats.
Hij was in zijn actieve tijd aangesloten bij Orca in Utrecht en Njord in Leiden.

## Palmares

### roeien (vier zonder stuurman)
- 1983: 10e WK - 6.18,96

### roeien (dubbel-vier)
- 1984: 9e OS - 6.12,41
- 1985: 10e WK - 6.01,93

Mark Emke · 
Steven van Groningen · 
Frans Göbel · 
Nico Rienks